# 圖瓦山
72°5′S 1°12′E / 72.083°S 1.200°E
圖瓦山是南極洲的山峰，位於毛德皇后地的瑪塔公主海岸，屬於斯維爾德魯普山脈的一部分，挪威製圖師根據探險隊的測量和空中照片繪入地圖。